# マーガレット・フィールド
マーガレット・フィールド（Margaret Field、1922年5月10日 - 2011年11月6日）は、アメリカ合衆国の女優。

## 出演作品
- 惑星Ｘから来た男